# أيابونغا سونجيكا
أيابونغا سونجيكا (بالإنجليزية: Ayabonga Sonjica) (مواليد 27 يونيو 1991) هو ملاكم جنوب أفريقي، مثّل بلاده في الألعاب الأولمبية الصيفية 2012.

## روابط خارجية
أيابونغا سونجيكا على موقع بوكس ريك (الإنجليزية) (registration required)
- أيابونغا سونجيكا على موقع أوليمبيديا (الإنجليزية)
- أيابونغا سونجيكا على موقع اتحاد ألعاب الكومنولث (مؤرشف) (الإنجليزية)